# Follia (film 2005)
(Dialogo del film)
Follia (Asylum) è un film del 2005 diretto da David Mackenzie.
Il soggetto è tratto dal romanzo omonimo di Patrick McGrath.

## Trama
Stella Raphael abita nei sobborghi di Londra, nei pressi del maniconio dove il marito psichiatra lavora sotto la direzione dell'inquietante e manipolatore Dr. Cleave. Tra i pazienti dell'Istituto di massima sicurezza, c'è l'artista Edgar Stark, sotto cura per aver massacrato la moglie durante un raptus di gelosia.
Stella è una donna inquieta ed insoddisfatta e trascina la sua vita tra la compagnia del figlio Charlie e l'assenza cronica di un marito sempre al lavoro. S'innamora in un crescendo inarrestabile del pericoloso paziente.
Ma la tresca viene scoperta, lo scandalo è inarrestabile. Il conformismo del marito gli impone di salvare le apparenze perdonando la moglie, ma lei rifiuta il compromesso e va a vivere con Edgar che nel frattempo è fuggito dal manicomio.
E, pian piano, la patologica gelosia di Stark riaffiora, la follia si riaccende nei suoi occhi. Stella ha paura, ma "la passione è uno sport troppo rischioso" -come dice il dr. Cleave-.
Successivamente Stark viene trovato e arrestato, mentre lei viene ricondotta dal marito.
Ben presto però in Stella si palesano segni di squilibrio, tanto che quando il figlio annega sotto i suoi occhi nelle acque di un lago, durante una gita scolastica, Stella rimane del tutto inerte. Viene quindi rinchiusa nello stesso maniconio dell'amante, mentre il marito rinuncia a ogni rapporto con lei. Al manicomio il dottor Cleave, ora suo medico curante, la sostiene nel suo percorso di guarigione, fino ad offrirsi di sposarla e assisterla per il suo reinserimento sociale. Stella mostra di accogliere la proposta. 
Ma per i pazienti è la volta di un nuovo ballo: Stella e Edgar desiderano entrambi il prossimo incontro; ma il dr. Cleave impedisce a Stark di partecipare, dicendo che Stella rifiuta di vederlo. Edgar piange rinchiuso in isolamento. Dopo il ballo, Stella si lancia dal tetto del manicomio, morendo pochi istanti dopo aver toccato terra. Il Dr. Cleave chiude il fascicolo della donna come se nulla fosse, con aria di sufficienza e forse di soddisfazione per aver impedito ai due amanti di poter avere una seconda possibilità.